# Euryglossa subsericea
Euryglossa subsericea är en biart som beskrevs av Cockerell 1905. Euryglossa subsericea ingår i släktet Euryglossa och familjen korttungebin. Inga underarter finns listade i Catalogue of Life.

## Bildgalleri

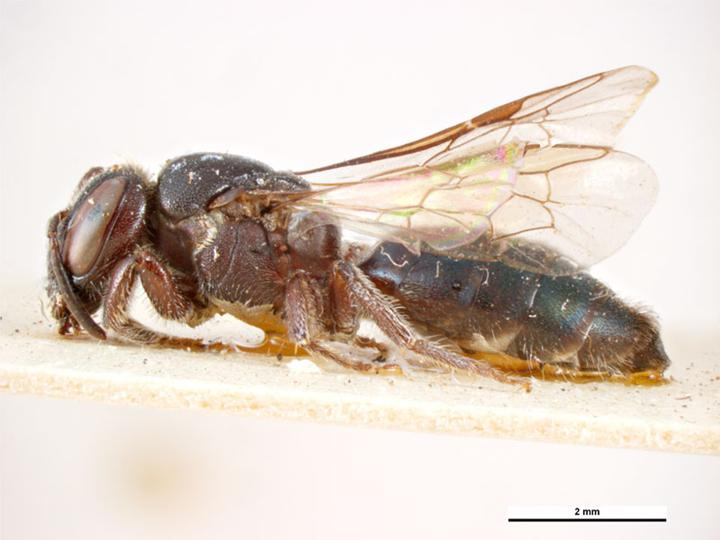